# Leonard Jakob Ringer
Leonard Jakob Ringer, född 1680, död 1755, var en svensk borgmästare och riksdagsman.

## Biografi
Leonard Jakob Ringer föddes 1680. Han arbetade som borgmästare i Karlstads stad och var riksdagsledamot för borgarståndet i Karlstad vid riksdagen 1710, riksdagen 1719, riksdagen 1723, riksdagen 1731 och riksdagen 1738–1739. Ringer avled 1755.